# David H. French (Archäologe)
David Henry French (* 30. Mai 1933 in Bridlington, East Yorkshire; † 19. März 2017) war ein britischer Archäologe und Epigraphiker.

## Leben
David French studierte am St Catharine’s College der University of Cambridge und wurde mit einer Arbeit zu den Verbindungen der ägäischen Region mit Anatolien in der frühen Bronzezeit promoviert. Von 1968 bis zu seinem Ruhestand 1994 war er Direktor des British Institute at Ankara.
Er arbeitete an zahlreichen prähistorischen Fundstellen in Kleinasien (u. a. Can Hasan, Aşvan bei Elazığ und Tille Höyük). Daneben widmete er sich intensiv der Erforschung der römischen Meilensteine Kleinasiens und konnte damit die römischen Verkehrswege rekonstruieren.
In erster Ehe war er von 1959 bis 1975 mit der Archäologin Elizabeth French verheiratet.

## Veröffentlichungen
- Anatolia and the Aegean in the Third Millennium B.C. Dissertation Cambridge 1968.
- Roman roads and milestones of Asia Minor.
  - Vol. 1, 1. Oxford 1981
  - Vol. 2, Part 1-2. Oxford 1988.
  - Vol. 3: Milestones, Fasc. 3.1: Republican. London 2012 (Digitalisate)
  - Vol. 3: Milestones, Fasc. 3.2: Galatia. London 2012
  - Vol. 3: Milestones, Fasc. 3.3: Cappadocia. London 2012
  - Vol. 3: Milestones, Fasc. 3.4: Pontus et Bithynia (with Northern Galatia). London 2013
  - Vol. 3: Milestones, Fasc. 3.5: Asia (BIAA Electronic Monograph 5). London 2014.
  - Vol. 3: Milestones, Fasc. 3.6: Lycia et Pamphylia. London 2014.
  - Vol. 3: Milestones, Fasc. 3.7: Cilicia, Isauria et Lycaonia (and South-West Galatia). London 2014,.
  - Vol. 3: Milestones, Fasc. 3.8: Errata and Indices. London 2014.
  - Vol. 3: Milestones, Fasc. 3.9: An Album of Maps. London 2015
  - Vol. 4: The Roads, Fasc. 4.1: Notes on the Itineraria. London 2016.
- mit Stephen Mitchell: The Greek and Latin Inscriptions of Ankara (Ancyra).
  - Band 1: From Augustus to the end of the third century AD (= Vestigia. Band 62). C. H. Beck, München 2012, ISBN 978-3-406-62190-1.
  - Band 2: Late Roman, Byzantine and other texts (= Vestigia. Band 72). C. H. Beck, München 2019, ISBN 978-3-406-73234-8.